# Vasil Shkurti
Vasil Shkurti lub Vasil Shkurtaj (gr. Βασίλης Σκούρτης, Wasilis Skourtis; ur. 27 lutego 1992 w Chanii) – albańsko-grecki piłkarz, były członek albańskich reprezentacji U-19 i U-21.